# Batwheels
Batwheels è una serie animata televisiva del 2022, prodotta da Bang Zoom Ltd., DC Entertainment e Warner Bros. Animation e distribuita da Warner Bros. Television. Viene trasmessa in America del Nord il 17 settembre 2022 su HBO Max e il 17 ottobre sul blocco prescolare di Cartoonito su Cartoon Network e in Italia dal 18 febbraio 2023 su Boomerang con il titolo speciale di Batwheels: l'origine segreta delle Batwheels.

## Trama
I veicoli della Bat-Family prendono vita grazie a B.C., il Bat-computer, per formare le "Batwheels", una squadra guidata da "Bam", la Batmobile, per combattere il crimine a Gotham City.

## Personaggi

### Batwheels
- Bam: la Batmobile di Batman. Leader delle Batwheels;
- Red: la macchina di Robin;
- Bibi: la moto di Batgirl;
- Batwing: l'aereo di Batman;
- Buff: il Monster Truck di Batman;
- BC: il Batcomputer che aiuta Batman nella lotta al crimine. Svolge anche il ruolo di figura materna per le Batwheels;
- MOE: il robot meccanico che si occupa di riparare le macchine di Batman.

### Legione delle Schegge
- Burlone: il furgone del Joker;
- Papero-Mobile: l'automobile del Pinguino;
- Bullina: il quad di Harley Quinn;
- Quizz: l'elicottero dell'Enigmista;
- Neve: il furgone cingolato di Mr. Freeze;
- Badcomputer: una malvagia IA intrappolata dentro un tabellone da stadio che mira a sostituirsi al Batcomputer e diventare l'intelligenza artificiale più potente del mondo;
- Crash: il robot androide che svolge il ruolo di meccanico;

## Episodi e corti
La serie conta 17 episodi e 15 corti.

## Produzione

### Sviluppo
Nell'ottobre 2020, è stato annunciato che una serie animata prescolare incentrata sulla Batmobile era in fase di sviluppo presso la Warner Bros.Animation, destinata a essere presentata in anteprima su Cartoon Network, Cartoonito e HBO Max. Secondo Tom Ascheim, presidente dell'allora Warner Bros. Global Kids, Young Adults and Classics, la serie ha avuto il via libera perché il suo concetto era adatto all'attenzione dello studio sui progetti prescolari. Michael G. Stern è sviluppatore e co-produttore esecutivo, con Simon J. Smith come produttore supervisore e Steven Fink e Caroline Karmel come produttori. Stern è stato coinvolto nel progetto all'inizio dello sviluppo, poiché WB ha esplorato idee per spettacoli DC orientati alla scuola materna, mentre Smith è stato coinvolto dopo che Stern ha scritto le prime sceneggiature per la serie. Nel dicembre 2022, la serie è stata rinnovata per una seconda stagione, con Stern e Smith promossi a produttori esecutivi.

### Scrittura
Pur adattandoli a un pubblico di giovanissimi, Stern ha cercato di evitare lo snaturamento dei personaggi originali durante la scrittura della serie. Per esempio, quello di Batman risulta fedele alla maggior parte delle interpretazioni, sebbene con un ridotto tasso di violenza. Gli sceneggiatori svilupparono personalità "adorabili" e "divertenti" per le Batwheels affinché i bambini non si interessassero solamente alle imprese di Batman. Per raggiungere l'obiettivo, sottoposero i veicoli a un gruppo di prova che accolse positivamente le loro personalità. Gli sceneggiatori hanno anche voluto evitare di ritrarre i veicoli della Legione delle Schegge come mere copie dei loro proprietari. Ogni veicolo ha caratteristiche peculiari. Per esempio, la personalità di Burlone è modellata su quella di un surfista.

### Musiche
La colonna sonora della serie è stata composta da Alex Geringas, mentre la colonna sonora è stata eseguita e prodotta da Andy Sturmer, che in precedenza aveva composto i temi per le serie The Batman e Batman: The Brave and the Bold. Sturmer ha anche co-scritto il tema insieme a Stern.

## Doppiatori
| Personaggio          | Doppiatore originale                | Doppiatore italiano |
| -------------------- | ----------------------------------- | ------------------- |
| Bam / Batmobile      | Jacob Bertrand                      | Tito Marteddu       |
| Batcomputer          | Kimberly Brooks                     | Eleonora Reti       |
| M.O.E.               | Mick Wingert                        | Alessandro Rigotti  |
| Joker                | Mick Wingert                        | Davide Garbolino    |
| Red / Redbird        | Jordan Reed (s.1) Titus Blake (s.2) | Giulio Bartolomei   |
| Batgirl Cycle / Bibi | Madigan Kacmar                      | Agnese Marteddu     |
| Bat Truck / Buff     | Noah Bentley                        | Gabriele Patriarca  |
| Batwing / Wing       | Lilimar                             | Marta Filippi       |
| Bruce Wayne / Batman | Ethan Hawke                         | Stefano Crescentini |
| Neve (Snowy)         | Xolo Maridueña                      | Simone Lupinacci    |